# 陸王交通

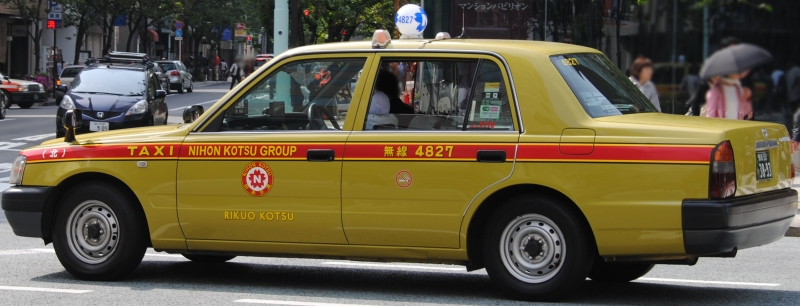
陸王交通のタクシー

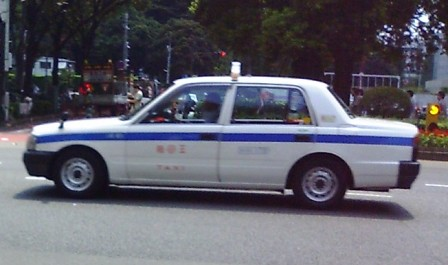
日本交通グループ加入前の旧塗装

陸王交通株式会社（りくおうこうつう）とは、東京23区・武蔵野市・三鷹市を営業エリアとするタクシー会社である。

## 概要
1952年（昭和27年）創業。自社無線で営業していた。当時の車体は白に青帯と東京都個人タクシー協同組合（東個協）色に似ているのが特徴で、一般車はクラウンコンフォート、黒塗りハイグレード車はクラウンセダンスーパーデラックスGパッケージを使用。
2009年（平成21年）6月より、日本交通と提携しグループ入り。以降は一般車もクラウンセダンとなり、一部の車両はスーパーサルーンとなっていた。その後ジャパンタクシーの導入に切り替わった。

## 営業所
- 本社：板橋区中丸町
- 赤羽：北区赤羽